# Robert C. Schnitzer
Robert C. Schnitzer (8 de septiembre de 1906 - 2 de enero de 2008) fue un actor, productor, educador y administrador de teatro estadounidense.
Schnitzer, residente en Weston (Connecticut), participó activamente en la Westport-Weston Consejo de las Artes y más tarde, el Centro de Artes Westport. 
Nacido en la ciudad de Nueva York, asistió a la Escuela Horace Mann y Columbia College, y más tarde sirvió en las facultades de Vassar, Smith, Columbia, y la Universidad de Míchigan. Schnitzer y su fallecida esposa, Marcella Cisney, una actriz, organizó seminarios y lecturas de juego operado en el decenio de 1980. 
Schnitzer falleció el 2 de enero de 2008 en un asilo de ancianos en Stamford, a los 101 años de edad. En el momento de su muerte, era el miembro más antiguo de la Sociedad Philolexian de la Universidad de Columbia.